# 新潟県立新潟中央高等学校
新潟県立新潟中央高等学校（にいがたけんりつ にいがたちゅうおうこうとうがっこう）は、新潟県新潟市中央区学校町通二番町にある県立高等学校。

## 設置課程
- 全日制課程
  - 普通科
    - 学究コース

  - 食物科
  - 音楽科

## 沿革
- 1900年5月1日 - 新潟県高等女学校として設立。
- 1906年4月1日 - 新潟県立新潟高等女学校と改称。
- 1950年4月1日 - 新潟県立新潟中央高等学校と改称。男女共学となるが、間もなく女子生徒のみの入学となる。
- 1999年4月1日 - 音楽科を設置。これにより男子生徒の受け入れを再開。
- 2004年4月1日 - 進学実績の上昇を目的とした「学究コース」を設置。

## 特徴
- 学校正門前からは「乙女坂」という坂道が続く。
- かつては普通科・食物科に関しては男子は出願できなかったが、2012年度現在は出願できるようになり、全学科が共学になった。
- 高等女学校を前身としていることもあり男子生徒は現在もきわめて少なく、多くても1学年で10数名程度しかいない。
- 県内で一つしか無い音楽科がある。音楽設備も良く、遠方から通ってくる生徒も少なくない。多くの生徒は国公立・私立の音楽大学を目指している。
- 毎年6月に行われる体育祭「中央祭」は本校の名物である。

## 校歌
- 『新潟県立新潟中央高等学校校歌』（作詞：深尾須磨子・作曲：中田喜直）[2]

## 部活動
文化部
- 文学部
- 演劇部
- 生物部
- 地学部
- コーラス部
- 管弦楽部
- 器楽部
- 箏曲部
- ギター部
- コンピューター部
- 美術部
- 書道部
- カメラ部
- 漫画研究部
- 華道部
- 茶道部
- 園芸部
- 英会話部
- JRC部
- 新潟子どもの会部
- 鈴かけ新聞部
- 放送部
- ビデオ部

運動部
- 体操部
- 登山部
- バレーボール部
- バスケットボール部
- バドミントン部
- 卓球部
- ソフトテニス部
- テニス部
- ソフトボール部
- ダンス部
- 剣道部
- 陸上競技部

バレーボール部は2023年第75回春の高校バレーに初出場を果たし、3回戦（ベスト16）に進出した。

## 学校行事

### 中央祭
毎年3000人以上の見学者がいる、6月に行われる中央高校の伝統行事。5(現在はクラス減少に伴い4)つの連合を作り、連合毎に競技や応援を競う。生徒で衣装やパネルをつくり、県下1番の大きな桟敷を組み立てて盛大に行う。

## 著名な卒業生
- 岩里祐穂（作詞家）
- 大庭みな子（小説家）
- 小野和子（バドミントン選手）
- 高橋留美子（漫画家・漫画研究部創設者）
- 近藤ようこ（漫画家）
- SACHIKO（DOUBLE・歌手）
- 加藤佑理（バスケットボール選手）
- 鶴岡トシ（教育家）
- 池田澄子（俳人）
- 石塚かおり（新潟放送アナウンサー）
- 野沢由香里（声優）
- 後藤真砂子（アニメーター）

## 交通・アクセス方法
新潟島の教育機関が多く立地するエリアにあり、近隣には新潟大学旭町キャンパスや新潟県立新潟商業高等学校、新潟青陵高等学校などがある。
- JR越後線 白山駅北口より徒歩：約12分
- BRT萬代橋ライン 「市役所前」停留所より徒歩：約8分
- 新潟交通 C3 信濃町線・W2 西小針線ほか 「新潟中央高校前」バス停より徒歩2分